# Cryptospira ventricosa
Cryptospira ventricosa is een slakkensoort uit de familie van de Marginellidae. De wetenschappelijke naam van de soort is voor het eerst geldig gepubliceerd in 1807 door Fischer von Waldheim.